# Gila purpurea
Gila purpurea är en fiskart som först beskrevs av Girard, 1856.  Gila purpurea ingår i släktet Gila och familjen karpfiskar. IUCN kategoriserar arten globalt som sårbar. Inga underarter finns listade i Catalogue of Life.